# Aspremont (Alpi Marittime)
Aspremont (in italiano Aspromonte, ormai desueto, ed Aspermùnt in lingua nizzarda) è un comune francese di 2 199 abitanti situato nel dipartimento delle Alpi Marittime nella regione della Provenza-Alpi-Costa Azzurra. I suoi abitanti sono chiamati Aspremontois in francese ed Aspromontesi in italiano.
Non va confuso con l'omonimo comune di Aspremont situato nelle Alte Alpi.

## Geografia fisica
Il piccolo villaggio di Aspremont, situato a 554 metri d'altitudine, al di sopra delle gole che chiudono la valle soprastante Nizza, appartiene geograficamente alla bacino del Varo.

## Storia
Dopo l'abbandono del sito storico di Aspromonte (Aspromonte vecchio) nel 1426, il villaggio anticamente fortificato fu costruito a cerchi concentrici ai piedi del Monte Calvo (Mont-Chauve), su una collina dominante una via di passaggio tra il Varo e la valle del Paglione di Torretta (Paillon de Tourette).
Il sole e la buona esposizione hanno favorito la coltura della vigna, dell'ulivo e degli alberi da frutto, specialmente i fichi: le sue produzioni d'olio di oliva e di vino erano apprezzate nella Contea di Nizza fino alla fine del XIX secolo.
Il comune di Aspremont, fin dal 1388, ha seguito con la contea di Nizza, le vicende storiche prima della Contea di Savoia e del Ducato di Savoia, e poi dopo il Congresso di Vienna, dal 1815 al 1860, le sorti del Regno di Piemonte-Sardegna, per essere poi annesso nel 1861 alla Francia.
Nel 1874, Aspremont vede il suo territorio ridotto per creare i nuovi comuni di Colomars e di Castagniers.

## Monumenti e luoghi d'interesse
- Rovine del villaggio medievale sul Monte Cima;
- Ruderi del castello[7]
- Chiesa di San Giacomo Maggiore[8];
- Cappella di San Claudio;
- Cappella di "Nostra Signora di Salette" (inizi del XVII sec.)[9];
- Forte del "Monte Calvo d'Aspromonte";
- La casa natale di François-Xavier de Maistre.

## Società

### Evoluzione demografica
Abitanti censiti

## Amministrazione

### Gemellaggi
Montechiaro d'Acqui, dal 2003

## Galleria d'immagini

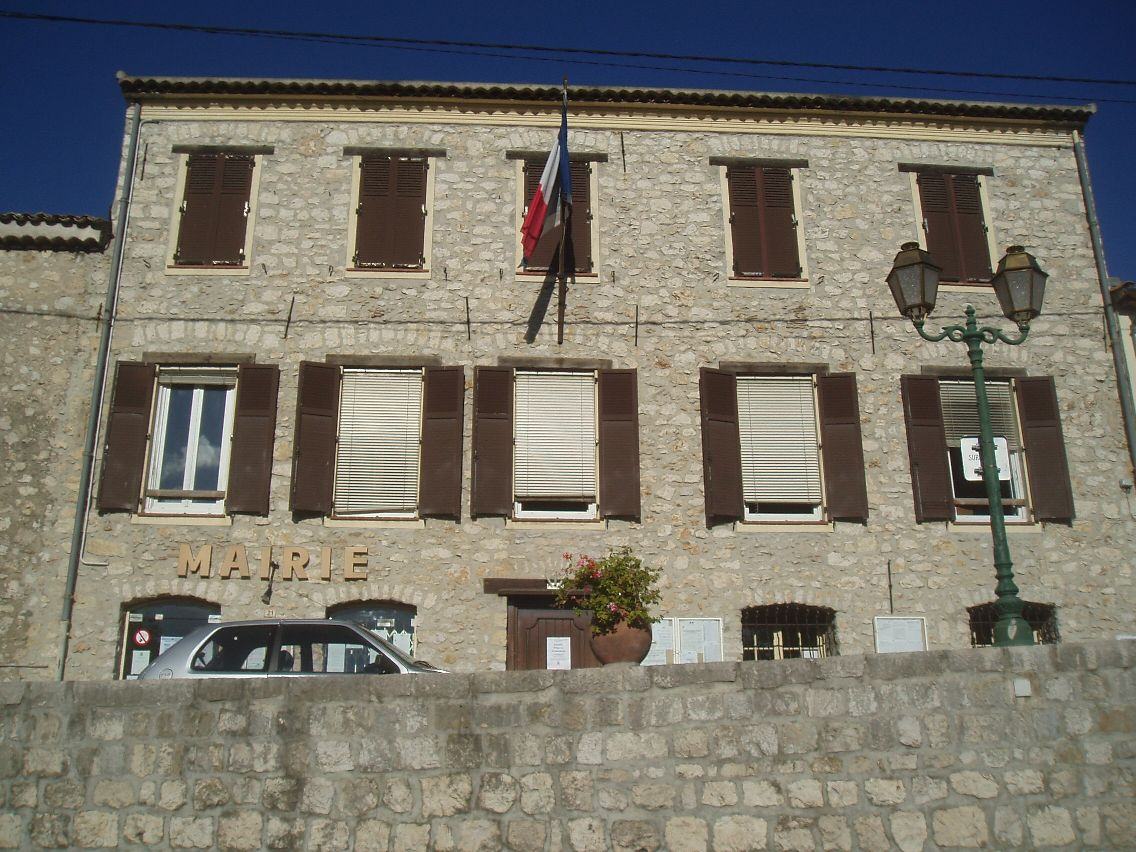
Il municipio d'Aspremont
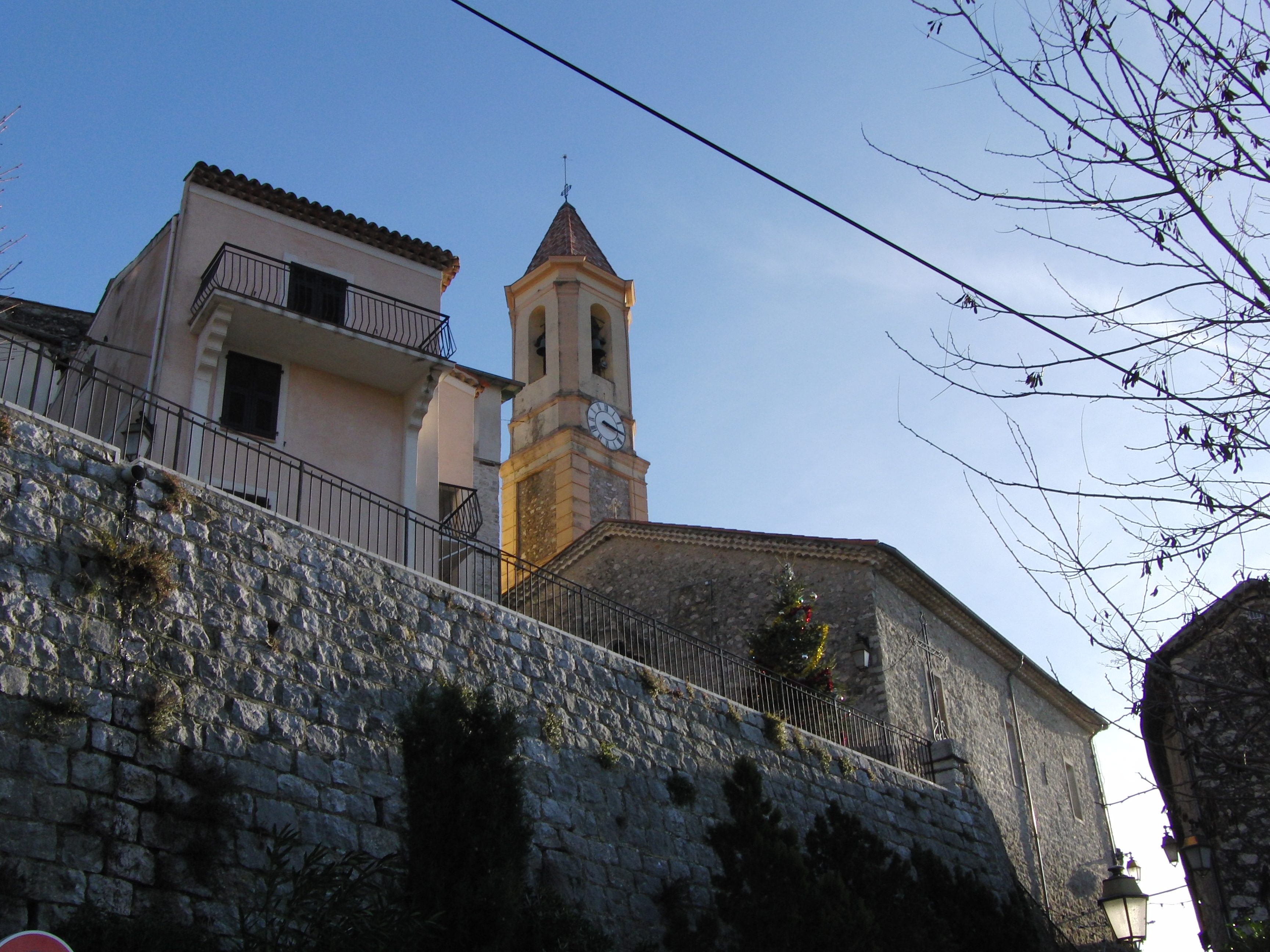
La chiesa di San Giacomo il Maggiore